# Lycosa matusitai
Lycosa matusitai är en spindelart som beskrevs av Nakatsudi 1943. Lycosa matusitai ingår i släktet Lycosa och familjen vargspindlar. Inga underarter finns listade i Catalogue of Life.